# Manon Vidal
Manon Vidal (Toulouse, 22 juli 1999) is een Frans-Belgisch politica voor de marxistisch partij PVDA-PTB.

## Biografie
Vidal groeide op in Frankrijk. Ze kwam in 2016 naar België en vatte aan de Université libre de Bruxelles een studie sociologie aan. Ze sloot zich aan bij Comac, de studentenbeweging van de Partij van de Arbeid. Nadat ze in 2023 haar masterdiploma had behaald, ging ze aan de slag voor de PTB-fractie in het Parlement van de Franse Gemeenschap als parlementair medewerker op het gebied van hoger onderwijs. Ze was mede-initiatiefnemer van de betoging #BalanceTonBar tegen seksueel geweld in het uitgaansleven die in oktober 2021 in Brussel 2000 mensen samenbracht.
Bij de Brusselse gewestverkiezingen van juni 2024 behaalde ze 2.883 voorkeurstemmen en werd ze op 24-jarige leeftijd verkozen in het Brussels Hoofdstedelijk Parlement, waar ze actief werd in de commissie Gelijke Kansen en Vrouwenrechten. Vidal werd tevens afgevaardigd naar het Parlement van de Franse Gemeenschap.